# Фечау (Шпревалд)
Фечау или Витошо (њем. Vetschau/Spreewald, длсрп. Wětošow) град је у њемачкој савезној држави Бранденбург. Једно је од 25 општинских средишта округа Обершпревалд-Лаузиц. Према процјени из 2010. у граду је живјело 9.036 становника. Посједује регионалну шифру (AGS) 12066320.

## Географски и демографски подаци
Фечау или Витошо се налази у савезној држави Бранденбург у округу Обершпревалд-Лаузиц. Град се налази на надморској висини од 60 метара. Површина општине износи 110,2 km². У самом граду је, према процјени из 2010. године, живјело 9.036 становника. Просјечна густина становништва износи 82 становника/km².